# Прапор Бакінгемшира
Прапор Бакінгемширу — прапор історичного графства Бакінгемшир в Англії. Він використовувався протягом століть і прийшов з округу в Ейлсбері. Прапор був зареєстрований в Інституті прапора 20 травня 2011 року.

## Дизайн прапора
Це традиційний прапор Бакінгемшира, на якому зображено прикутого лебедя (лебідь Богун) на двоколірному червоно-чорному фоні, взятому з герба Бакса. Емблема лебедя походить з англосаксонських часів, коли Бакінгемшир був відомий розведенням лебедів для короля. Лебідь Бакс зображений на гербах деяких історичних міст у Бакінгемширі, таких як Ейлсбері, Бакінгем, Чешем, Марлоу та Хай-Віком.
Кольори Pantone для прапора: 
- Червоний 186
- Чорний
- Білий

## Зовнішні посилання
- [Шаблон:Flag Institute Відомості про реєстрацію інституту прапора]
- Сайт прапорів британського округу